# 檀祗
檀 祗（たん し、368年 - 418年）は、東晋末の軍人。字は恭叔。檀韶の次弟にあたる。本貫は高平郡金郷県。

## 経歴
若くして孫無終の下で輔国参軍となり、孫無終に従って孫恩の乱を討ち、たびたび戦功を挙げた。王誕の下で龍驤参軍となった。元興3年（404年）、劉裕に従って桓玄を討ち、参建武軍事となった。羅落にいたり、檀憑之が戦没すると、檀憑之の麾下の兵を檀祗が引き継いだ。建康が平定されると、檀祗は参鎮軍事となり、振武将軍の号を加えられた。振武大将軍劉道規の下で桓玄を追撃し、連戦連勝した。義熙元年（405年）、江陵が平定されると、檀祗は劉道規の命を受けて溳・沔に逃れた桓道児・張靖・苻嗣らを討ち、ことごとく平定した。龍驤将軍・秦郡太守・北陳留国内史に任じられた。さらに寧朔将軍・竟陵郡太守に任じられたが、受けなかった。桓亮を長沙で破り、苻宏を湘東で撃破した。武陵国内史の庾悦が病にかかると、檀祗は劉道規の命を受けて庾悦に代わって内史となり、寧朔将軍の号を加えられ、西昌県侯に封じられた。義熙5年（409年）、入朝して中書侍郎となった。
義熙6年（410年）、盧循が建康に迫ると、檀祗は輔国将軍の号を加えられ、兵を率いて西明門外に駐屯した。盧循が敗走すると、檀祗は部下を率いて江陵の援軍に向かおうとしたが、病のために取りやめた。義熙8年（412年）、右衛将軍の号を受け、輔国将軍・宣城国内史として出向した。都督江北淮南諸軍事・青州刺史・広陵国相となった。征虜将軍の号に進み、節を加えられた。義熙10年（414年）、司馬国璠の兄弟が数百の兵を率いて北徐州の境から出立し、ひそかに淮水を渡って、夜陰に乗じ広陵城を襲撃した。檀祗は不意を打たれて矢傷を負い、城内への侵入を許した。檀祗は鼓を5回打たせると、敵は夜明けを恐れて撤退にうつり、檀祗はこれを追撃して100人あまりを討ち取った。檀祗は建武将軍に降格された。義熙11年（415年）、右将軍に進んだ。義熙12年（416年）、劉裕が北伐すると、司馬□が涂中を攻撃し、秦郡太守の劉基が救援を求めてきたため、檀祗は司馬□を討って撃破した。
義熙14年（418年）6月、宋国が建てられると、檀祗は宋の領軍将軍となり、散騎常侍の位を加えられた。10月、広陵で死去した。享年は51。散騎常侍・撫軍将軍の位を追贈された。諡は威侯といった。

## 子女
- 檀献（後嗣）
- 檀朗

## 伝記資料
- 『宋書』巻47 列伝第7
- 『南史』巻15 列伝第5